# Mylothris celisi
Mylothris celisi är en fjärilsart som beskrevs av Berger 1981. Mylothris celisi ingår i släktet Mylothris och familjen vitfjärilar. Inga underarter finns listade i Catalogue of Life.